# Listă de arhitecți
Listă de arhitecți celebri, grupați pe secole și în ordine alfabetică.

## Secolul XV
- Leon Battista Alberti
- Donato Bramante
- Filippo Brunelleschi
- Leonardo da Vinci
- Annibale Maggi detto Da Bassano
- Michelozzo Michelozzi
- Jean Texier
- Jacob van Thienen

## Secolul XVI
- Galeazzo Alessi
- Bartolomeo Ammanati
- Michelangelo Buonarroti
- Juan de Herrera
- Philibert de l'Orme
- Hans Hendrik van Paesschen
- Andrea Palladio
- Antonio da Sangallo
- Michele Sammicheli
- Raffaello Santi (Raphael)
- Vincenzo Scamozzi
- Koca Mimar Sinan Agha
- Giorgio Vasari
- Giacomo Barozzi da Vignola

## Secolul XVII
- Gian Lorenzo Bernini
- Francesco Borromini
- Pietro da Cortona
- Guarino Guarini
- Inigo Jones
- Louis le Vau
- Baldassarre Longhena
- Carlo Maderno
- Franz Martinelli
- Nicodemus Tessin the Younger
- Carlo Rainaldi
- John Webb
- Elizabeth Mytton Wilbraham
- Christopher Wren

## Secolul XVIII
- Robert Adam (1728-1792)
- William Adam
- Cosmas Damian Asam
- Egid Quirin Asam
- James Bloodworth
- Étienne-Louis Boullée
- Alexandre-Théodore Brongniart
- William Buckland (Architect)
- Colen Campbell
- John Carr of York
- Richard Cassels
- William Chambers
- François de Cuvilliés
- Christoph Dientzenhofer
- Kilian Ignaz Dienzenhofer (1689-1751)
- Laurent-Benoît Dewez
- Johann Bernhard Fischer von Erlach
- Johann Michael Fischer
- Pierre François Léonard Fontaine
- Gerolamo Frigimelica
- Ange-Jacques Gabriel (1698-1782)
- John Gwynn
- Peter Harrison
- Nicholas Hawksmoor
- Johann Lukas von Hildebrandt (1668-1745)
- James Hoban (1758-1831)
- Thomas Jefferson (1743-1826)
- Inigo Jones
- Richard Jupp
- Filippo Juvarra
- William Kent
- Benjamin Latrobe (1764-1820)
- Giacomo Leoni
- Johann Friedrich Ludwig
- Jules Hardouin Mansart (1646-1708)
- Anton Martinelli (1684-1747)
- Johann Martinelli (1701-1754)
- Giorgio Massari
- Josef Munggenast
- Robert Mylne
- Ivan Fyodorovich Michurin
- Balthasar Neumann (1687-1753)
- Giovanni Paolo Pannini
- Edward Lovett Pearce
- Charles Percier
- Giuseppe Piermarini (1734-1808)
- Jakob Prandtauer
- Francesco Maria Preti
- Johann Michael Prunner
- Bartolomeo Rastrelli
- Charles Ribart
- Antonio Rinaldi
- Thomas Sandby
- Jan Blažej Santini-Aichel (1677-1723)
- Michael Searles
- Jacques-Germain Soufflot (1713-1780)
- William Thornton
- Domenico Trezzini
- John Vanbrugh
- Luigi Vanvitelli
- Bernardo Vittone
- John Wood I & II
- Giacomo Quarenghi
- Dominikus Zimmermann
- Johann Baptist Zimmermann

## Secolul XIX
- Dankmar Adler
- Frank Shaver Allen
- Henry Austin
- Alphonse Balat
- Sir Charles Barry (1795-1860)
- Charles Barry (junior)
- Edward Middleton Barry
- Frederic Auguste Bartholdi
- Carlo Bassi
- Carol Beneș, născut Benesch
- Oscar Beneș
- Asher Benjamin
- Hendrik Beyaert
- Louis Pierre Blanc (1860-1903)
- Edward Blore
- Ignatius Bonomi
- Joseph Bonomi the Elder
- Carl Ludvig Engel
- Gridley James Fox Bryant
- David Bryce
- Charles Bulfinch
- William Burges
- William Burn
- Decimus Burton
- J. Cleaveland Cady
- Sir Basil Champneys
- Edward Clark
- Adolf Cluss
- Lewis Cubitt
- Thomas Cubitt
- Pierre Cuypers
- Alexander Jackson Davis
- George Devey
- John Dobson
- Thomas Leverton Donaldson
- Kolyu Ficheto
- Watson Fothergill
- Thomas Fuller
- Frank Furness
- Charles Garnier
- Edward William Godwin
- Philip Hardwick
- Philip Charles Hardwick
- William Alexander Harvey
- Thomas Hastings
- Victor Horta (1861–1947)
- William Hosking FSA
- Richard Hunt
- Giuseppe Jappelli
- William LeBaron Jenney
- Sir Horace Jones
- Leo von Klenze
- Henri Labrouste
- Barthelemy Lafon
- Benjamin Henry Latrobe (1764–1820)
- Charles Follen McKim
- Samuel McIntire
- Enrico Marconi
- Leandro Marconi
- Oskar Marmorek
- Frederick Marrable
- Robert Mills
- Ion Mincu (1852-1912)
- Josef Mocker
- Auguste de Montferrand
- William Morris (1834–1906)
- Alfred B. Mullett (1834-1890)
- John Nash
- Joseph Maria Olbrich
- Frederick Law Olmsted
- Alexander Parris
- Joseph Paxton
- John Wornham Penfold (1828-1909)
- Sir James Pennethorne
- Albert Pretzinger
- A. W. N. Pugin
- James Renwick, Jr. (1818–1895)
- Henry Hobson Richardson (1838–1886)
- Antonio Rivas Mercado (1853-1927)
- Robert S. Roeschlaub  (1843-1923)
- Isaiah Rogers  (1834-1890)
- John Root (1850–1891)
- Carlo Rossi (1775-1849)
- Archimedes Russell (1840-1915)
- George Gilbert Scott (1811–1878)
- George Gilbert Scott Junior (1839–1897)
- Karl Friedrich Schinkel (1781–1841)
- Gottfried Semper (1803–1879)
- Richard Norman Shaw
- Joseph Lyman Silsbee (1848-1913)
- John Soane (1848–1913)
- Vasily P. Stasov (1769–1848)
- George Edmund Street (1824–1881)
- William Strickland (1788–1854)
- Louis Sullivan (1856–1924)
- Thomas Alexander Tefft (1826-1859)
- Samuel Sanders Teulon (1812–1873)
- Constantine Andreyevich Ton (1794–1881)
- Ithiel Town (1784–1844)
- Silvanus Trevail (1851–1903)
- William Tubby (1858–1944)
- Richard Upjohn (1802–1878)
- Calvert Vaux (1824–1925)
- Eugene Viollet-le-Duc (1814–1879)
- Otto Wagner (1841-1918)
- Thomas U. Walter (1804–1887)
- Alfred Waterhouse (1830–1905)
- Stanford White (1853–1906)
- William Wilkins (1778–1839)
- Thomas Worthington (1826–1909)
- Thomas Henry Wyatt (1807-1880)
- Ammi B. Young (1798-1874)

## Secolul XX
- Alvar Aalto (1898-1976)
- Virginia Andreescu Haret (1894–1962)
- Frederic Bereder (n. 1960)
- Margaret Justin Blanco White (1911-2001)
- Lina Bo Bardi (1914-1992)
- Cini Boeri (1924-2020)
- Elisabeth Böhm (1921–2012)
- Mario Botta (n. 1943)
- Barbara Brukalska (1899-1980)
- Altuğ Çinici (n. 1935)
- Maria Cotescu (1896–1980)
- Justus Dahinden (1925-2020)
- Natalie de Blois (1921-2013)
- Minnette de Silva (1918–1998)
- Henrieta Delavrancea (1897–1987)
- Jane Drew (1911-1996)
- Charles Eames (1907-1978)
- Ray Eames (1912-1988)
- Judith Edelman (1923-2014)
- Inger Augusta Exner (n. 1926)
- Wendy Foster (1937-1989)
- Josef Frank (1885-1967)
- Buckminster Fuller (1895-1983)
- Antoni Gaudí (1852-1926)
- Nicolae Ghica-Budești (1869-1943)
- Jadwiga Grabowska-Hawrylak (1920-2018)
- Eileen Gray (1878-1976)
- Walter Gropius (1883-1969)
- Zofia Hansen (1924-2013)
- Max Herz (1856-1919)
- Patty Hopkins (n. 1942)
- Michael Hopkins (n. 1935)
- Margaret Kropholler (1891-1966)
- Denys Lasdun (1914-2001)
- Le Corbusier (1887-1965)
- Maya Lin (n. 1959)
- Frank Lloyd Wright (1867-1959)
- Kate Macintosh (n. 1937)
- Marion Mahony Griffin (1871-1961)
- Mary Medd (1907-2005)
- Richard Meier (n. 1934)
- Norma Merrick Sklarek (1926-2012)
- Julia Morgan (1872-1957)
- Ieoh Ming Pei (1917-2019)
- Jakoba Mulder (1900-1988)
- Frei Otto (1925–2015)
- Anca Petrescu (1949–2013)
- Charlotte Perriand (1903-1999)
- Renzo Piano (n. 1937)
- Ivanka Raspopović (1930-2015)
- Lilly Reich (1885-1947)
- Richard Rogers (n. 1933)
- Su Rogers (n. 1939)
- Aldo Rossi (1931–1997)
- Eero Saarinen (1910-1961)
- Carlo Scarpa (1906-1978)
- Hans Scharoun (1893–1972)
- Margot Schürmann (1924-1998)
- Denise Scott Brown (n. 1931)
- Alvaro Siza (n. 1933)
- Alison Smithson (1928–1993)
- Rosemary Stjernstedt (1912-1998)
- Kenzo Tange (1913–2005)
- Bruno Taut (1880–1938)
- Max Taut (1884–1967)
- Robert Venturi (1925-2018)
- Mies van der Rohe (1886-1969)

## Secolul XXI
- Tadao Ando (n. 1941)
- Santiago Calatrava (n. 1951)
- Catalin Dragomir (n. 1965)
- Norman Foster (n. 1935)
- Frank Gehry (n. 1929)
- Rem Koolhaas (born 1944)
- Jean Nouvel (n. 1945)
- Zaha Hadid (1950-2016)

## Vezi și
- Listă de arhitecți polonezi
- Listă de arhitecți români